# 이규용 (축구인)
이규용(李圭龍, 1988년 4월 26일 ~ )은 대한민국의 전 축구 선수이자 현 지도자로 현재 포항 스틸러스의 코치로 재직 중이다.